# Zlatko Dalić
Zlatko Dalić (* 26. října 1966 Livno) je chorvatský fotbalový trenér a bývalý fotbalista narozený na území Bosny a Hercegoviny. Od roku 2017 vede chorvatskou reprezentaci, kterou v roce 2018 přivedl k největšímu úspěchu v její historii, tedy k zisku stříbrných medailí na světovém šampionátu v Rusku. Jeho předchozím největším trenérským úspěchem bylo, když klub Al-Ajn ze Spojených arabských emirátů dovedl až do finále Ligy mistrů AFC (2016). Trénoval též NK Varaždin, HNK Rijeka, Dinamo Tirana, NK Slaven Belupo a několik saúdskoarabských klubů. Jako hráč působil v Hajduku Split, HNK Cibalia, FK Budućnost Podgorica, Velež Mostar a NK Varaždin.